# Lajos Haynald
Lajos Haynald (né le 3 octobre 1816 à Szécsény en Hongrie, et mort le 4 juillet 1891 à Kalocsa) est un cardinal hongrois du XIXe siècle.

## Biographie
Haynald est vicaire de la chancellerie de l'archidiocèse Esztergom de 1846 à 1848. Il est élu évêque titulaire d'Hébron et coadjuteur de Transylvanie en 1852, où il succède la même année. Il est nommé archevêque in partibus de Carthage le 22 septembre 1864. Il est promu à l'archidiocèse de Kalocsa-Bács en 1867. Le pape Léon XIII le crée cardinal au consistoire du 12 mai 1879.

### Sources
- Fiche du cardinal sur le site fiu.edu